# Aimé Dossche
Aimé Dossche (Landegem, Nevele, 28 de març de 1902 - 30 d'octubre de 1985) va ser un ciclista belga que va ser professional entre 1924 i 1933. Va ser el fill únic. Sos pares tenien un comerç de farratge.
Somiava esdevenir ciclista, per no tenien diners per comprar una bicicleta. Son oncle d'Amèrica, Theo van Laecke, el 1919 li va enviar els diners amb els quals va poder comprar-ne un. Segons va testimoniejar, tenia una feina intermitent al transbordador del canal de Schipdonk a Merendree, el que li va facilitar entrenar-se al seu temps de lleure.
Durant la seva carrera professional va obtenir onze victòries, entre d'elles tres etapes al Tour de França i tres edicions del Campionat de Flandes. Quan va guanyar el Campionat de Flandes el 1925, va cantar a Koolskamp, junts amb el públic, «De Vlaamse Leeuw», aleshores encara l'himne inoficial del moviment flamenc. Això no va agradar a la junta de la Federació Ciclista de Bèlgica, molt belgicista i francòfona, que el va desqualificar.
Després de la carrera esportiva, va començar una botiga de bicicletes a Gant «Dossche Sport» al barri de Dampoort, que continua existint, ara en tercera generació de l'empresa familiar. De 1932 a 1966 va esponsoritzar un equip ciclista amb el mateix nom.

## Palmarès
- 1924
  - 1r a la París-Cambrai
- 1925
  - 1r al Campionat de Flandes
- 1926
  - Vencedor de 2 etapes al Tour de França
- 1927
  - 1r a Mere
- 1928
  - 1r al Campionat de Flandes
  - 1r a Erembodegem
  - 1r al Critèrium de la Xampanya
- 1929
  - 1r a la París-Cambrai
  - Vencedor d'una etapa al Tour de França[5]
- 1931
  - 1r al Campionat de Flandes

### Resultats al Tour de França
- 1926. 15è de la classificació general. Vencedor de 2 etapes
- 1929. Abandona (12a etapa). Vencedor d'una etapa. Porta el mallot groc durant 3 etapes
- 1930. 12è de la classificació general